# Distrito electoral de Jefferson (condado de Jefferson, Nebraska)
Jefferson (en inglés: Jefferson Precinct) es un distrito electoral ubicado en el condado de Jefferson en el estado estadounidense de Nebraska. En el Censo de 2010 tenía una población de 226 habitantes y una densidad poblacional de 2,43 personas por km².

## Geografía
Jefferson se encuentra ubicado en las coordenadas 40°12′47″N 96°57′41″O / 40.21306, -96.96139. Según la Oficina del Censo de los Estados Unidos, Jefferson tiene una superficie total de 93.03 km², de la cual 91.62 km² corresponden a tierra firme y (1.51%) 1.41 km² es agua.

## Demografía
Según el censo de 2010, había 226 personas residiendo en Jefferson. La densidad de población era de 2,43 hab./km². De los 226 habitantes, Jefferson estaba compuesto por el 98.67% blancos, el 0% eran afroamericanos, el 0% eran amerindios, el 0% eran asiáticos, el 0% eran isleños del Pacífico, el 0% eran de otras razas y el 1.33% pertenecían a dos o más razas. Del total de la población el 4.42% eran hispanos o latinos de cualquier raza.